# Episodi di Benvenuti a Eden (prima stagione)
La prima stagione della serie televisiva drammatica spagnola Benvenuti a Eden (Bienvenidos a Edén), composta da 8 episodi, è stata distribuita in prima visione in Spagna sul servizio di streaming Netflix il 6 maggio 2022. Nella stessa data è stata distribuita anche in Italia, sempre su Netflix.
| nº | Titolo originale    | Titolo italiano           | Pubblicazione Spagna | Pubblicazione Italia |
| -- | ------------------- | ------------------------- | -------------------- | -------------------- |
| 1  | El viaje de tu vida | Il viaggio della tua vita | 6 maggio 2022        | 6 maggio 2022        |
| 2  | Evaluación          | La valutazione            | 6 maggio 2022        | 6 maggio 2022        |
| 3  | Fiesta de despedida | Festa di addio            | 6 maggio 2022        | 6 maggio 2022        |
| 4  | La otra orilla      | L'altra riva              | 6 maggio 2022        | 6 maggio 2022        |
| 5  | Tormenta            | Tempesta                  | 6 maggio 2022        | 6 maggio 2022        |
| 6  | Rebelión            | Rivolta                   | 6 maggio 2022        | 6 maggio 2022        |
| 7  | Lilith              | Lilith                    | 6 maggio 2022        | 6 maggio 2022        |
| 8  | El viaje de vuelta  | Il viaggio di ritorno     | 6 maggio 2022        | 6 maggio 2022        |

## Il viaggio della tua vita
- Titolo originale: El viaje de tu vida
- Diretto da: Daniel Benmayor
- Scritto da: Joaquín Górriz e Guillermo López Sánchez

### Trama
Zoa riceve un invito da Eden per una festa esclusiva su un'isola deserta. I cento partecipanti reclutati si ritrovano nel luogo d'incontro prestabilito da cui vengono poi trasportati — prima tramite bus e successivamente su una barca — sull'isola designata. Qui vengono ritirati tutti i cellulari con la promessa della riconsegna al rientro. Zoa porta con sé l'amica Judith, non presente nel database e quindi non scelta dalla direzione, ma comunque accettata e ammessa. Una sera durante la festa viene chiesto ai partecipanti di bere la bevanda energetica Blue Eden; tuttavia uno dei baristi, Fran, si rifiuta di servirla e viene poco dopo aggredito da un collega sotto agli occhi di Judith. La mattina seguente Zoa si risveglia e scopre che sull'isola sono rimasti in cinque (insieme a lei Aldo, África, Ibón, Charly). Questi seguono un drone che li porta al cospetto della direzione. Judith, terrorizzata, tenta di scappare ma viene successivamente afferrata da un uomo.

## La valutazione
- Titolo originale: Evaluación
- Diretto da: Menna Fité
- Scritto da: Joaquín Górriz e Guillermo López Sánchez

### Trama
Ástrid accoglie i cinque ragazzi al complesso e spiega loro che attualmente sono 53 le persone che ci vivono e che hanno deciso di restare. Viene loro spiegato che non è necessario alcun pagamento per restare lì e che l'unica fonte di reddito è la bevanda Blue Eden che da lì a breve sarà lanciata sul mercato. I partecipanti non selezionati sono già saliti sulla barca per tornare alla propria vita, quindi loro saranno avvertiti non appena questa rientrerà. Aldo, però, sembra molto scettico.
Fran, dopo essere stato picchiato e ferito durante la festa, viene catturato; si scopre avere un legame con Claudia, la coinquilina di Zoa. Gaby, la sorella di Zoa, è preoccupata per lei non riuscendo a contattarla; riceve però una torta per il suo compleanno e un messaggio chiedendole di non cercarla in quanto ha bisogno di tempo per lei.

## Festa di addio
- Titolo originale: Fiesta de despedida
- Diretto da: Menna Fité
- Scritto da: Joaquín Górriz e Guillermo López Sánchez

### Trama
Gaby chiede aiuto alla madre per trovare la sorella. Zoa, Ibón, Charly e África legano sempre di più con gli ospiti dell'isola mentre Aldo, invece, è sempre più pieno di dubbi e vuole rientrare a casa il prima possibile. I ragazzi vengono informati che la barca rientrerà l'indomani a mezzogiorno per cui viene organizzata una festa di addio per la sera stessa. Charly, dopo aver bevuto la Blue Eden, entra in uno stato confusionale e nel frattempo Claudia gli riferisce che non andranno mai via dall'isola ma ci rimarranno a vita. Intanto, Aldo tenta di escogitare un piano per fuggire e sale su un'imbarcazione, salvo essere scoperto da Brenda e ucciso con un colpo in testa tramite una sparachiodi.

## L'altra riva
- Titolo originale: La otra orilla
- Diretto da: Daniel Benmayor
- Scritto da: Joaquín Górriz e Guillermo López Sánchez

### Trama
Gaby è sempre più preoccupata per la sorella, perciò ne viene denunciata la scomparsa alla polizia. Zoa informa Charly della scomparsa di Aldo e insieme avvertono Ulises, il quale si mostra disinteressato. Partite le ricerche, Zoa inizia a domandarsi cosa succede a chi decide di non restare sull'isola ma Nico risponde che non lo sa perché non ha mai visto nessuno lasciarla. Ástrid ed Erick presentano un contratto ad África e Ibón, invitandoli a firmarlo per restare; il ragazzo accetta, anche grazie al rapporto d'amore che sta stringendo con Alma, mentre África si prende del tempo per leggere attentamente il contratto. Charly inizia a credere che la barca non arriverà mai, che Aldo aveva ragione e che si nasconde qualcosa sotto la sua sparizione. Gaby riesce a sbloccare un cellulare di Zoa e trova un messaggio di un ragazzo che era presente sull'isola e che le racconta di questa festa dove ha conosciuto la sorella. Ástrid chiede a Charly di raccontare la sua storia personale a tutti ma a un certo punto interviene Zoa, chiedendo di smetterla di manipolarlo. Lei vuole andare via insieme a lui e Aldo, ma Nico le riferisce che la barca per riportarli a casa non arriverà mai e che capirà tutto la notte stessa. Dopo essersi tolta il bracciale, lasciandolo sul letto senza farsi vedere da nessuno, Zoa segue Nico fino al posto in cui si trova il cadavere di Judith.

## Tempesta
- Titolo originale: Tormenta
- Diretto da: Daniel Benmayor
- Scritto da: Joaquín Górriz e Guillermo López Sánchez

### Trama
Judith era stata catturata da Orson e poi uccisa con un colpo al cervello da Brenda tramite una sparachiodi, allo stesso modo in cui era stato ucciso Aldo. Gaby incontra David, il ragazzo che ha conosciuto la sorella sull'isola. Zoa è ancora sotto shock ma Nico la convince a non farsi scoprire, altrimenti verranno uccisi anche loro; la ragazza racconta tutto a Ibón e lo porta nella grotta dove è presente Judith ma con sorpresa non trova più alcun cadavere. Ibón all'inizio è riluttante nel crederle ma poi capisce che loro volevano che lei la vedesse in una determinata posizione o raffigurazione per spaventarla. Nico se la prende quando Zoa gli riferisce di aver raccontato tutto a Ibón e la mette in guardia da lui. Bel, invece, le riferisce di stare attenta a Nico e di non fidarsi di lui perché è il suo "laccio": Nico, infatti, è d'accordo con Ástrid e il fatto di vedere Judith era un ordine imposto per spaventarla. Nico riferisce ad Ástrid che il piano non ha funzionato poiché la ragazza sta raccontando quello che ha visto e scopre anche che qualcuno la sta mettendo in guardia da lui. Ástrid chiede a Ulises di recuperare Zoa per poterle parlare insieme a Erick: le riferiscono che è colpa sua se Judith è morta, perché è stata lei a volerla invitare a tutti i costi pur sapendo che con ciò avrebbe violato il contratto. Le chiedono da chi ha sentito la parola "laccio" e lei mente incolpando Aldo; a questo punto interviene Brenda, pronta ad ucciderla, ma Erick e Ástrid decidono di darle un'altra opportunità.
Ibón si confida con Alma e comprende che è vera la morte di Judith. La ragazza gli riferisce che Erick e Ástrid sanno cosa è meglio per loro e per Eden. Egli si convince che deve andare via e inizia a scappare nel pieno della notte. Da sopra una scogliera scorge il cadavere di Judith su una barca prendere fuoco e lancia un grido di disperazione. Zoa cerca di uccidere Nico con un cacciavite ma viene fermata da Claudia.

## Rivolta
- Titolo originale: Rebelión
- Diretto da: Menna Fité
- Scritto da: Joaquín Górriz e Guillermo López Sánchez

### Trama
Claudia riferisce a Zoa di stare attenta a Bel perché l'ha scelta per organizzare una rivolta. Poco tempo fa, infatti, aveva scelto Fran, a cui Claudia era molto legata, e ora non c'è più. Le riferisce inoltre che al prossimo festival cercherà di scappare salendo sulla barca.
Maika, la ragazza che gestisce tutte le attrezzature elettroniche dell'isola, si confida con Charly. Ibón, ancora sconvolto da quello che ha visto, ha un'accesa discussione con Ulises.
Gaby riesce ad ottenere da David il bracciale consegnatogli sull'isola. Zoa dice a Ibón e Charly di fingere che vada tutto bene senza mostrare segni di malcontento. Al prossimo festival troveranno anche loro un modo per salire sulla barca e scappare. Gaby cambia look e aggiorna i social nella speranza di essere reclutata per la festa su Eden per ritrovare assolutamente la sorella, senza la quale non può vivere.
Durante una serata, dopo il discorso di Erick e Ástrid, sullo schermo posto alle loro spalle appare la scritta "A morte Ástrid". Quest'ultima è infuriata e convoca il comitato direttivo al fine di prendere una decisione su chi debba essere punito indipendentemente se abbia commesso o meno il fatto, anche se Maika fa presente che non è possibile risalire a chi ha effettuato l'hackeraggio. Si decide di uccidere Claudia, la quale si assume tutta la responsabilità dell'accaduto. L'investigatrice privata assunta dal padre di Ibón riesce a trovare il luogo prestabilito per la partenza alla volta di Eden.

## Lilith
- Titolo originale: Lilith
- Diretto da: Menna Fité
- Scritto da: Joaquín Górriz e Guillermo López Sánchez

### Trama
Zoa, Ibón, Charly e África per entrare a tutti gli effetti nel gruppo di Eden sono costretti a camminare sui carboni ardenti. Bel riferisce a Eva di riportarle informazioni per effettuare la rivolta; questa è stata da poco promossa ed entrerà a far parte del comitato direttivo. Bel diventa il nuovo "laccio" di Zoa e tra le due inizia a crearsi un legame sempre più forte. Zoa cerca di convincere Bel a scappare ma lei è riluttante per il fatto che nessuno ci è mai riuscito.
L'investigatrice privata riesce a sottrarre il bracciale che David ha ceduto a Gaby. Egli nel frattempo è stato catturato perché ingenuamente aveva fatto indossare il bracciale a Gaby e, così facendo, è stato scoperto che non lo aveva riconsegnato come stabilito.
Nel pieno della notte qualcuno tenta di accoltellare Ástrid ma interviene Erick e ne scaturisce uno scontro. Quest'ultimo viene gravemente ferito e Ástrid decide di portarlo da Isaac, un bambino che vive in un punto isolato dell'isola.

## Il viaggio di ritorno
- Titolo originale: El viaje de vuelta
- Diretto da: Daniel Benmayor
- Scritto da: Joaquín Górriz e Guillermo López Sánchez

### Trama
Vengono scelti i nuovi cento partecipanti che a breve dovranno raggiungere l'isola per il nuovo festival. Isaac riesce a salvare la vita a Erick. Charly si confida con Maika e lei capisce che ha in mente qualcosa, per questo cerca di dissuaderlo dal fare pazzie. Nel frattempo Ulises assegna i compiti per il prossimo festival: Charly e Zoa dovranno lavorare e per questo il piano di fuga potrebbe saltare. Zoa è disperata ma Bel la tranquillizza dicendole che la aiuterà a fuggire.
David, nonostante le torture, non rivela subito di aver dato il braccialetto a Gaby, cedendo nel momento in cui minacciano di uccidere sua madre. Dopo aver confessato, viene ucciso ugualmente.
Nico ha una discussione con Bel e ne scaturisce uno scontro dal quale il ragazzo ha la peggio. I cento partecipanti arrivano sull'isola ma durante la festa, tramite uno stratagemma, viene interrotta per qualche attimo la musica in modo da scatenare un caos generale. In quel momento Charly si dilegua a recuperare le bombole a ossigeno per raggiungere la barca. Zoa si cimenta in ritardo, venendo scoperta da Ulises con cui scaturisce uno scontro. Proprio quando quest'ultimo sta per porre fine alla vita di Zoa, interviene Ibón che lo uccide affogandolo. Maika con un drone si accorge che Charly è salito sulla barca ma decide di non tradirlo e lo lascia proseguire nel suo piano.
África si intrufola in casa di Erick per cercarlo e finisce in una stanza dove attiva un'antenna posta proprio fuori dal modulo in cui è presente Isaac.
Proprio quando ha finalmente raggiunto la barca a nuoto, Zoa scorge da lontano sua sorella Gaby, giunta sull'isola per il festival sotto il falso nome di Molly.